# Hamilton G. Ewart

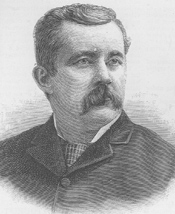
Hamilton G. Ewart

Hamilton Glover Ewart (* 23. Oktober 1849 in Columbia, South Carolina; † 28. April 1918 in Chicago, Illinois) war ein US-amerikanischer Jurist und Politiker.
Ewart zog 1862 mit seinen Eltern nach Hendersonville in North Carolina. Er studierte an der University of South Carolina in Columbia, wurde 1870 in die Anwaltschaft aufgenommen und praktizierte in Hendersonville. 1876 war er Delegierter zur Republican National Convention in Cincinnati. Ein Jahr später wurde Ewart zum Bürgermeister von Hendersonville gewählt. Von 1887 bis 1889, von 1895 bis 1897 sowie von 1911 bis 1913 war er Abgeordneter im Repräsentantenhaus von North Carolina.
Ewart wurde als Republikaner in den Kongress gewählt und vertrat dort vom 4. März 1889 bis zum 3. März 1891 den Bundesstaat North Carolina im US-Repräsentantenhaus. 1890 sowie 1904 kandidierte er jeweils erfolglos für einen Sitz im US-Repräsentantenhaus. Nach seinem Ausscheiden aus dem Kongress begann er wieder in Hendersonville zu praktizieren. 1895 wurde Ewart Richter am Strafgericht und 1897 Richter am Berufungsgericht. Vom 16. Juli 1898 bis zum 4. März 1899 sowie vom 14. April 1899 bis zum 7. Juni 1900 war er Bundesrichter am United States District Court für den westlichen Bezirk von North Carolina, wo er auf den verstorbenen Robert P. Dick folgte. 1916 zog Ewart nach Chicago und begann dort zu praktizieren. In dieser Stadt starb er 1918 und wurde auf dem Oakdale Cemetery in Hendersonville beigesetzt.